# Чеботарёвка
Чеботарёвка (укр. Чоботарівка) — село, относится к Беляевскому району Одесской области Украины.
Население по переписи 2001 года составляло 247 человек. Почтовый индекс — 67630. Телефонный код — 4852. Занимает площадь 1,08 км². Код КОАТУУ — 5121082811.

## Местный совет
67630, Одесская обл., Беляевский р-н, с. Ильинка, ул. Кирова, 8